# Cincinnati Royals 1959-1960
La stagione 1959-60 dei Cincinnati Royals fu la 12ª nella NBA per la franchigia.
I Cincinnati Royals arrivarono quarti nella Western Division con un record di 19-56, non qualificandosi per i play-off.

## Roster
| N° | Naz.                   | Ruolo | Sportivo        | Anno | Alt. | Peso |
| -- | ---------------------- | ----- | --------------- | ---- | ---- | ---- |
| 10 | Stati Uniti (bandiera) | A     | Larry Staverman | 1936 | 201  | 93   |
| 11 | Stati Uniti (bandiera) | G     | Phil Rollins    | 1934 | 188  | 84   |
| 14 | Stati Uniti (bandiera) | GA    | Med Park        | 1933 | 188  | 93   |
| 15 | Stati Uniti (bandiera) | G     | Bucky Bockhorn  | 1933 | 193  | 91   |
| 16 | Stati Uniti (bandiera) | AC    | Phil Jordon     | 1933 | 208  | 93   |
| 20 | Stati Uniti (bandiera) | A     | Wayne Stevens   | 1936 | 191  | 84   |
| 22 | Stati Uniti (bandiera) | GA    | Win Wilfong     | 1933 | 188  | 84   |
| 24 | Stati Uniti (bandiera) | AC    | Jim Palmer      | 1933 | 203  | 102  |
| 25 | Stati Uniti (bandiera) | A     | Dave Gambee     | 1937 | 198  | 98   |
| 25 | Stati Uniti (bandiera) | AC    | Dave Piontek    | 1934 | 198  | 104  |
| 26 | Stati Uniti (bandiera) | AC    | Hub Reed        | 1936 | 206  | 98   |
| 27 | Stati Uniti (bandiera) | GA    | Jack Twyman     | 1934 | 198  | 95   |
| 32 | Stati Uniti (bandiera) | AC    | Wayne Embry     | 1937 | 203  | 109  |

## Staff tecnico
- Allenatore: Tom Marshall